# Neritina asperulata
O Neritina asperulata é uma espécie de caracol encontrada nas Ilhas Salomão e Vanuatu e que, apesar de nascer em água doce, ainda no estágio larval é arrastada pela corrente até o oceano.